# Edward Fitzalan-Howard, XVIII duca di Norfolk
Edward William Fitzalan-Howard, XVIII duca di Norfolk (Londra, 2 dicembre 1956), è un nobile e politico britannico.

## Biografia

### Infanzia ed educazione
Figlio di Miles Stapleton-Fitzalan-Howard, XVII duca di Norfolk e di sua moglie, Anne Fitzalan-Howard, duchessa di Norfolk.
Howard ha studiato all'Ampleforth College, una scuola cattolica privata. Ha quindi frequentato il Lincoln College di Oxford. 

### Matrimonio
Edward ha sposato Georgina Susan Gore il 27 giugno 1987 nella cattedrale di Arundel.

### Duca di Norfolk e Conte maresciallo di Inghilterra
Successivamente ha collaborato con diverse società e dal 2000 al 2002 è stato vicario dell'Earl Marshal. Alla morte di suo padre nel 2002, ha ereditato il titolo di Duca di Norfolk e la carica di Conte maresciallo di Inghilterra. Prima del 2002 deteneva il titolo di Conte di Arundel. Come membro della famiglia Howard, è imparentato con la regina Elisabetta I d'Inghilterra, con Anna Bolena e con Catherine Howard. In quanto membro della famiglia FitzAlan è discendente di Edoardo I d'Inghilterra. Essendo il pari d'Inghilterra detenente il ducato di Norfolk è stato lui insieme al re Carlo III a occuparsi dei funerali della regina Elisabetta II, dato che tale incarico è rivestito dalla sua famiglia sin dal XVI secolo.
Il Duca è anche diretto discendente di san Tommaso Moro attraverso sua madre, Lady Anne Constable-Maxwell.
Il Duca è un noto sostenitore dello scautismo sin dalla frequentazione dell'Ampleforth College ed è presidente dal 2010 del 1º Arundel Scout Group nonché presidente del distretto di Arundel & Littlehampton. È anche patrono dei West Sussex County Scouts. Nel giugno del 2003 ha ottenuto la medaglia al merito di servizio del gruppo scout.
Il 14 settembre 2022 in qualità di conte maresciallo ereditario ha organizzato e presieduto le cerimonie funebri di Elisabetta II dalla Westminster Hall alla Cappella di San Giorgio nel castello di Windsor.
Ha organizzato anche l'incoronazione di re Carlo III e della regina Camilla, svoltasi il 6 maggio 2023 all'abbazia di Westminster.

## Discendenza
Lord Edward FitzAlan-Howard e lady Georgina Susan Gore hanno avuto:
- Henry Fitzalan-Howard, conte di Arundel, n. 3 dicembre 1987.
- Lady Rachel Fitzalan-Howard, n. 10 giugno 1989.
- Lord Thomas Fitzalan-Howard, n. 14 marzo 1992.
- Lady Isabel Fitzalan-Howard, n. 7 febbraio 1994.
- Lord Philip Fitzalan-Howard, n. 14 luglio 1996

## Ascendenza
|                                                       |                           |                                                          | Genitori                                                  |  |  | Nonni |  |  | Bisnonni                                  |  |  | Trisnonni                                  |  |
|                                                       |                           |                                                          |                                                           |  |  |       |  |  | Henry Fitzalan-Howard, XV duca di Norfolk |  |  | Henry Fitzalan-Howard, XIV duca di Norfolk |  |
|                                                       |                           |                                                          |                                                           |  |  |       |  |  | Henry Fitzalan-Howard, XV duca di Norfolk |  |  | Henry Fitzalan-Howard, XIV duca di Norfolk |  |
|                                                       |                           | Augusta Talbot                                           |                                                           |  |  |       |  |  | Henry Fitzalan-Howard, XV duca di Norfolk |  |  |                                            |  |
| Bernard Fitzalan-Howard, XVI duca di Norfolk          |                           |                                                          |                                                           |  |  |       |  |  | Henry Fitzalan-Howard, XV duca di Norfolk |  |  |                                            |  |
|                                                       |                           | Gwendolen Fitzalan-Howard, XII lady Herries di Terregles | Marmaduke Constable-Maxwell, XI lord Herries di Terregles |  |  |       |  |  |                                           |  |  |                                            |  |
|                                                       |                           | Gwendolen Fitzalan-Howard, XII lady Herries di Terregles | Marmaduke Constable-Maxwell, XI lord Herries di Terregles |  |  |       |  |  |                                           |  |  |                                            |  |
|                                                       |                           | Gwendolen Fitzalan-Howard, XII lady Herries di Terregles | Angela Mary Charlotte Fitzalan-Howard                     |  |  |       |  |  |                                           |  |  |                                            |  |
| Miles Stapleton-Fitzalan-Howard, XVII duca di Norfolk |                           | Gwendolen Fitzalan-Howard, XII lady Herries di Terregles |                                                           |  |  |       |  |  |                                           |  |  |                                            |  |
|                                                       |                           | Algernon Strutt, III barone Belper                       | Henry Strutt, II barone Belper                            |  |  |       |  |  |                                           |  |  |                                            |  |
|                                                       |                           | Algernon Strutt, III barone Belper                       | Henry Strutt, II barone Belper                            |  |  |       |  |  |                                           |  |  |                                            |  |
|                                                       |                           | Algernon Strutt, III barone Belper                       | Margaret Coke                                             |  |  |       |  |  |                                           |  |  |                                            |  |
| Lavinia Mary Strutt                                   |                           | Algernon Strutt, III barone Belper                       |                                                           |  |  |       |  |  |                                           |  |  |                                            |  |
|                                                       |                           | Eva Primerose                                            | Henry Bruce, II barone Aberdare                           |  |  |       |  |  |                                           |  |  |                                            |  |
|                                                       |                           | Eva Primerose                                            | Henry Bruce, II barone Aberdare                           |  |  |       |  |  |                                           |  |  |                                            |  |
|                                                       |                           | Eva Primerose                                            | Constance Mary Beckett                                    |  |  |       |  |  |                                           |  |  |                                            |  |
| Edward Fitzalan-Howard, XVIII duca di Norfolk         |                           | Eva Primerose                                            |                                                           |  |  |       |  |  |                                           |  |  |                                            |  |
|                                                       | Bernard Constable-Maxwell | William Constable-Maxwell, X lord Herries di Terregles   |                                                           |  |  |       |  |  |                                           |  |  |                                            |  |
|                                                       | Bernard Constable-Maxwell | William Constable-Maxwell, X lord Herries di Terregles   |                                                           |  |  |       |  |  |                                           |  |  |                                            |  |
|                                                       | Bernard Constable-Maxwell | Marcia Mary Vavasour                                     |                                                           |  |  |       |  |  |                                           |  |  |                                            |  |
| Gerald Joseph Constable-Maxwell                       | Bernard Constable-Maxwell |                                                          |                                                           |  |  |       |  |  |                                           |  |  |                                            |  |
|                                                       |                           | Alice Mary Charlotte Fraser                              | Simon Fraser, XIII barone Lovat                           |  |  |       |  |  |                                           |  |  |                                            |  |
|                                                       |                           | Alice Mary Charlotte Fraser                              | Simon Fraser, XIII barone Lovat                           |  |  |       |  |  |                                           |  |  |                                            |  |
|                                                       |                           | Alice Mary Charlotte Fraser                              | Alice Mary Weld-Blundell                                  |  |  |       |  |  |                                           |  |  |                                            |  |
| Ann Mary Teresa Constable-Maxwell                     |                           | Alice Mary Charlotte Fraser                              |                                                           |  |  |       |  |  |                                           |  |  |                                            |  |
|                                                       |                           | George Alexander Carden                                  | Moses White Carden                                        |  |  |       |  |  |                                           |  |  |                                            |  |
|                                                       |                           | George Alexander Carden                                  | Moses White Carden                                        |  |  |       |  |  |                                           |  |  |                                            |  |
|                                                       |                           | George Alexander Carden                                  | Salena Dunn                                               |  |  |       |  |  |                                           |  |  |                                            |  |
| Caroline Burns Carden                                 |                           | George Alexander Carden                                  |                                                           |  |  |       |  |  |                                           |  |  |                                            |  |
|                                                       |                           | Carrie Burns Shumard                                     | George Getz Shumard                                       |  |  |       |  |  |                                           |  |  |                                            |  |
|                                                       |                           | Carrie Burns Shumard                                     | George Getz Shumard                                       |  |  |       |  |  |                                           |  |  |                                            |  |
|                                                       |                           | Carrie Burns Shumard                                     | Isabella Clark Atkinson                                   |  |  |       |  |  |                                           |  |  |                                            |  |
|                                                       |                           | Carrie Burns Shumard                                     |                                                           |  |  |       |  |  |                                           |  |  |                                            |  |